# عادل حسین
عادل حسین (به انگلیسی: Adil Hussain) (زاده ۵ اکتبر ۱۹۶۳) بازیگر هندی است.
از جمله فیلم‌هایی که او در آن بازی کرده‌است می‌توان به بازی در زندگی پی اشاره کرد.

## فیلم‌شناسی
فهرست برخی از فیلم‌هایی که عادل حسین در آن‌ها به ایفای نقش پرداخته است:
- زندگی پی
- مامور وینود
- پادشاهان
- اجبار ۲
- رذل
- سارق
- ۲.۰
- انگلیش وینگلیش
- بنیادگرای ناراضی
- عاشقی
- الهه‌های عصبانی هند
- تغییر چهره
- کبیر سینگ
- کانچی: شکست‌ناپذیر
- برنج و لوبیا
- پارچد
- بل باتم
- عشق سونیا
- شیرینی و ادویه هندی
- درهم‌تنیده